# Automação bancária

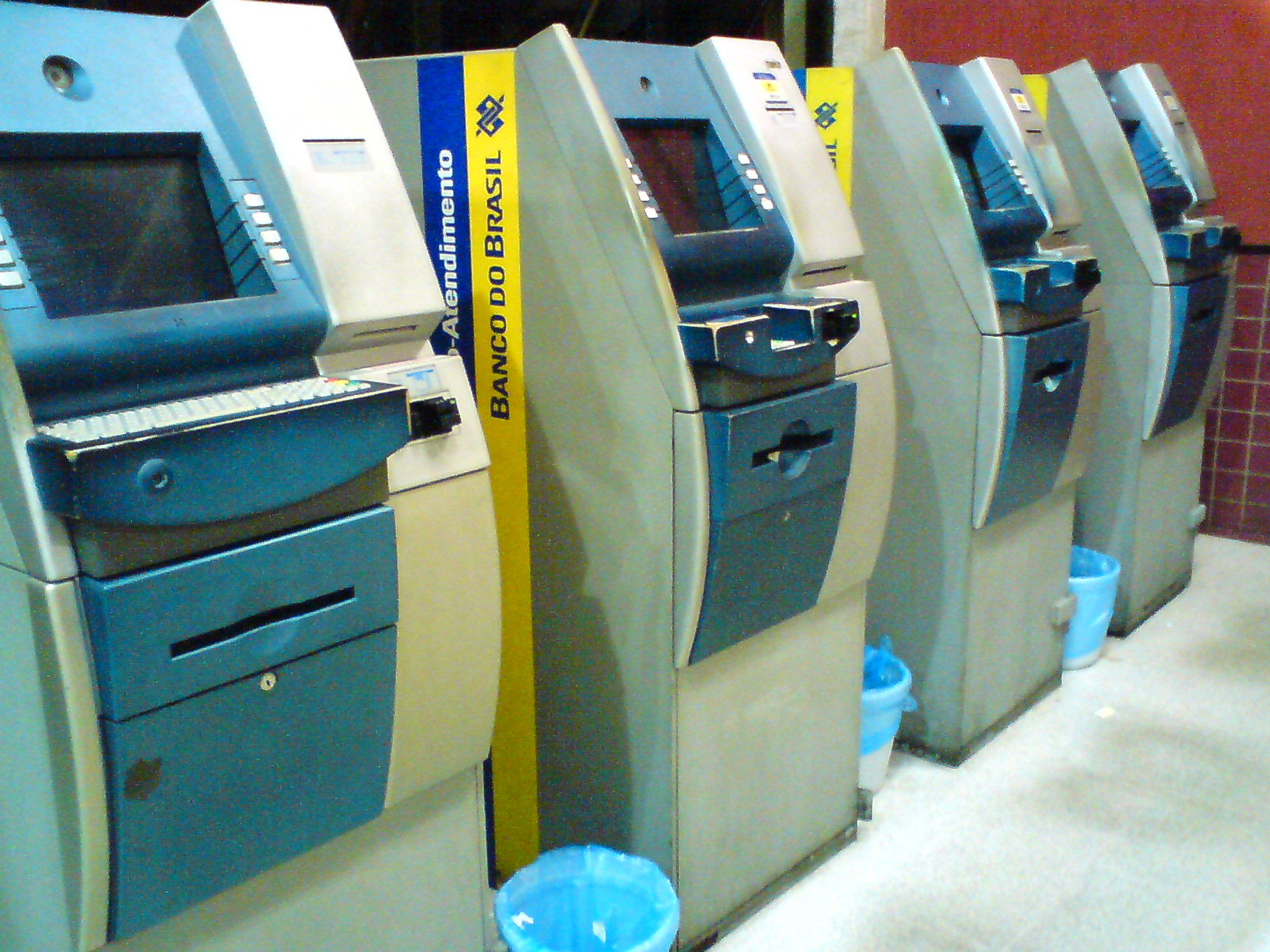
Terminais de caixa eletrônico, principal equipamento de automação bancária

Automação bancária é a aplicação de métodos e ferramentas para automatizar atividades bancárias, isto é, simplificar e agilizar processos manuais.
A automação bancária se iniciou na década de 1970 e até hoje traz grandes vantagens competitivas para as empresas do setor financeiro. É a aplicação de ferramentas e métodos que visam automatizar os processos manuais de uma instituição e torná-los mais eficientes e otimizados.
As duas tecnologias mais conhecidas, citadas pela pesquisa da FEBRABAN, são o internet banking e o mobile banking. Além de reduzir custos, oferecer serviços na palma da mão ajuda a conquistar e fidelizar clientes, já que pesquisas do Banco Central mostram que 66% das transações bancárias em 2018 foram feitas por meios automatizados.
A automação bancária também pode ser aplicada internamente. O Back Office, sistema que integra os processos de gestão de uma instituição, tem ganhos significativos com a automatização de procedimentos administrativos, gerenciamento de recursos e integração de dados. De acordo com a Ciab Febraban, eles representam 5% dos custos operacionais destas empresas.
A  pesquisa apresenta que a automação de processos, com eliminação de atividades manuais e o empoderamento dos clientes em muitos dos processos (ex.: preenchimento de dados de cadastro), geram melhorias significativas em eficiência operacional. Os bancos podem, agora, digitalizar e integrar suas estruturas de middle e back office e os avanços tecnológicos criam a possibilidade de redução dos tempos de ida ao mercado (time-to-market) das diversas iniciativas do banco, e a custos bem mais competitivos (cost-to-market).
Internamente, a automação, digitalização e integração dos processos trazem benefícios significativos para as estruturas de compliance dos bancos. Esse efeito é absorvido principalmente devido à entrada única de dados, que conta com fluxos de trabalho automatizados e controles automáticos para sua entrada, reduzindo erros nesse processo.
O Governo Brasileiro, por meio do Banco Central do Brasil, tem implementado tecnologias que visam aprimorar a experiência e observabilidade do sistema financeiro, como por exemplo o Open Banking e o sistema de pagamentos PIX, que chegou a dominar 27% das transações bancárias e 11% do volume financiro após 18 meses de seu lançamento.

## O uso do Internet Banking
De acordo com a pesquisa feita pela FEBRABAN, em 2018, foram feitos 2,5 bilhões de pagamentos de contas e transferências (inclui DOC e TED) pelo mobile banking, que assumiu a preferência do brasileiro nestes tipos de transações e, pela primeira vez, superou o internet banking.
De acordo com o mesmo estudo, os investimentos com tecnologia bancária somaram R$ 19,6 bilhões em 2018, sendo R$ 10,1 bilhões utilizados nos orçamentos de softwares.
Com isso, 14% do total gasto em tecnologia no Brasil em 2018 foi feito pelo setor bancário, empatado em primeiro lugar com o governo. Já numa comparação mundial, o setor bancário fica em segundo lugar, com 13%, enquanto os governos representam 16% dos gastos.
Conforme estudo publicado pela Universidade Federal da Paraíba, UFPB,  feito para avaliar a influência sobre a frequência de uso desse canal a partir dos fatores comportamentais mais citados na literatura especializada, verificou-se que o uso do Internet Banking gera, além da redução de custos, a vantagem de manutenção dos clientes. A análise também confirmou que a frequência de uso de internet banking influencia positivamente a lealdade dos clientes, e uso do mesmo está associado a níveis mais elevados de lealdade.

## Tecnologias utilizadas
As novas tecnologias que despertam maior interesse para os bancos em seus investimentos continuam sendo big data/analytics e inteligência artificial/ computação cognitiva.
80% dos bancos Brasileiros tem investimentos em big data/analytics, 67% em blockchain, 73% em inteligência artificial/ computação cognitiva. Além disso, 60% dos bancos investem em robotics e em open banking / marketplace banks.

### A importância do Big Data Analytics
Conforme matéria publicada na revista Forbes em 2014, uma das principais diferenças do setor bancário para os outros setores comerciais é a quantidade de informações disponíveis, tanto sobre seu cliente quanto sua forma/preferência de consumo. Além de auxiliar na oferta de novos produtos para determinados grupos de clientes, os dados permitem analisar riscos e mitiga-los antes mesmo que sejam reais. A análise deste dado possibilita a diminuição de fraudes e golpes financeiros, ao cruzar os dados padrões dos clientes com os dados da movimentação suspeita.

Com a ampliação dos canais de comunicação e atendimento aos clientes, a quantidade de dados coletados e analisados sobre os clientes é cada vez maior, e o estudo destes dados é de crucial importância para a manutenção da satisfação do correntista e para se criar uma vantagem sobre seus concorrentes. Para isso, é crucial a importância da Big data neste setor, conforme Fernanda Benhami, gerente de Customer Intelligence do SAS:
"Com a abordagem onipresente nos canais digitais, é possível, por exemplo, ofertar produtos e serviços online, em tempo real, utilizando tecnologias de Big Data Analytics disponíveis. Dessa forma, as ofertas se tornam mais assertivas e direcionadas, pois são feitas com base nas preferências dos clientes, e a chance de que sejam bem-sucedidas aumenta. É possível aplicar análises preditivas de forma estratégica para atender os clientes de forma mais eficaz perante suas necessidades financeiras.

Em paralelo, o monitoramento de mídias sociais possibilita engajar clientes, mitigar riscos e reagir prontamente a problemas, além de enriquecer os dados dos clientes com informações que facilitam proposições mais eficazes. Tudo isso possibilitado pelos canais digitais, que permitem aos bancos descobrir os melhores insights para cada perfil." 

### A importância da Inteligência Artificial
A IA está mudando fundamentalmente o setor de serviços financeiros. Está enfraquecendo os laços que mantinham partes primordiais do setor e criando novos modelos de operação, com novos tipos de competição dinâmica, que prioriza a escala e sofisticação dos dados acumulados do que a escala e complexidade dos capitais aplicados.
“A IA abre a porta para modelos de operação totalmente novos, criando uma nova dinâmica competitiva que recompensa muito mais instituições focadas em escala e sofisticação de dados do que aquelas concentradas na escala ou complexidade do capital em si” 
O uso da IA no setor financeiro primordialmente se dava como uma medida de corte de custos, substituindo o trabalho humano em processos administrativos, mas percebeu-se a ruptura que poderia ser criada com a utilização dessa tecnologia em áreas antes inexploradas. 

### A importância da Blockchain
A Blockchain é uma espécie de banco de dados onde armazena todas as informações que tenham valor digital. A cada nova transação é fechado um bloco, que por sua vez, é atrelado a uma cadeia de outros blocos já existentes. Esses blocos por estarem separados e compartilhados dentro da rede torna o sistema muito mais seguro, sendo assim frenquentemente utilizado por bancos.
"Embora a blockchain tenha sido explorada inicialmente pela indústria financeira, o potencial encontrado nessa tecnologia emergente foi expandido para incluir os setores de energia, telecomunicações, operadoras de saúde, automotiva e até sistemas eleitorais."
Oriundo da blockchain, as criptomoedas, como bitcoin e o litecoin são exemplos de utilização dessa tecnologia.

## A importância da automação bancária
Ao utilizar essa importante ferramenta, é possível padronizar processos e oferecer uma melhor experiência para seus clientes. Com a automação bancária, as instituições financeiras têm ganhos de eficiência na operação e na gestão do negócio. Muitas empresas de tecnologia proporcionam aos Bancos a automação necessária para reduzir o tempo de resposta aos clientes e consequentemente aumentar a sua satisfação. A automação está deixando de ser vantagem competitiva para virar necessidade, hoje não existem bancos no Brasil que não invistam em automação, que não tenham caixas eletrônicos e plataformas digitais. O investimento em automação pelos grandes bancos tradicionais cresce em resposta ao crescimento dos bancos digitais, cuja procura aumentou em 120% em 2018 em relação à 2017.
O crescimento da interação do usuário com os bancos através dos web-chat cresceu 364% em 2018, chegando a 138,3 milhões de interações.

## Histórico
Iniciou no Brasil entre as décadas de 60 e 70, simultâneo à criação do primeiro caixa eletrônico em Londres 1967.  O atendimento humano não foi substituído totalmente pelo automatizado, nos anos 70 apenas as tarefas mais  simples eram realizadas pelo caixa eletrônico, e com o passar dos anos operações mais complexas foram aos poucos implementadas. Em 2019 é possível fazer a maior parte das operações por meios automatizados (internet banking, caixa eletrônico) e como aponta a pesquisa da FERBRAN este é o meio que o cliente mais usa atualmente, porém o atendimento humano ainda é necessário resolvendo problemas mais complexos, vendendo serviços do banco (seguros, previdências) ou explicando as funções para o cliente. A situação da mão de obra humana é bastante complexa, ao mesmo tempo que houve um grande corte de 21,2 milhões de funcionários nos bancos públicos do Brasil em 2018, houve 11,3 mil contratações em bancos privados. Mesmo com o corte a mão de obra humana se mostra necessária e não foi substituída completamente pela automação, porém sua função tem mudado bastante, os empregados desempenham funções cada vez mais complexas enquanto as funções mais mecânicas e simples são desempenhadas pelas máquinas.
Com a evolução do internet banking , tem-se percebido uma pequena redução no número de agências tradicionais. Em 2016 haviam 23,4 mil agências pelo Brasil, enquanto em 2018, apenas 21,6 mil.

## Contexto do mercado bancário em 2018
De acordo com a FEBRABAN, as transações bancárias cresceram 8% em relação ao ano de 2017, totalizando R$78,9 bilhões, e, nos canais digitais apresentou um crescimento de 16% . A categoria Mobile banking se consolida e apresenta crescimento de 24% em relação ao ano anterior. Com essa evolução, Mobile banking já é 2x mais relevante que o internet banking nas transações bancárias.

## Segurança
Os primeiros caixas eletrônicos usavam o mesmo sistema de PIN (Número de Identificação Pessoal) usado em cartões de crédito, e à medida que a tecnologia foi avançando era possível usar sistemas para burlar a segurança do PIN. Originalmente era usada uma senha de 4 dígitos, que evoluiu para 6 dígitos, segurança em 2 fatores com uso de letras ou chaves de segurança, e atualmente o método mais seguro em uso no Brasil é a biometria. Além de garantir um PIN seguro, o banco é responsável por garantir a segurança das informações do cliente usadas no caixa eletrônico e a segurança do dinheiro depositado na máquina. Quanto às informações do usuário, é usada uma tecnologia de encriptação 3DES, e para evitar erros na entrega do dinheiro, como notas grudadas, a máquina passa por processos meticulosos antes da entrega do dinheiro ao cliente, checando múltiplas vezes o valor por um sensor ótico. A automação, junto com a digitalização do dinheiro, também garante segurança ao cliente por evitar a circulação do dinheiro físico, reduzindo o risco de roubos na saída de banco que ainda são muito comuns no Brasil, e mesmo com vários meios de evitar a circulação do dinheiro físico a quantidade de crimes continua aumentando 36% no Rio de Janeiro e 17% em São Paulo. A biometria é o sistema que mais garante segurança atualmente, pois o cliente não utiliza o código de acesso, eliminando assim o risco de fragilidade do código com uso de golpes de engenharia social, além do perfil biométrico ser único para cada cliente, dificultando a fraude.
Nenhum sistema de segurança é perfeito, e o cartão de crédito, mesmo oferecendo maior segurança que o dinheiro físico ainda é fraudado em grande quantidade no Brasil, no período de 12 meses (março 2018 - março 2019) 8,9 milhões de brasileiros foram vítimas de fraude, sendo 3,6 milhões clonagem de cartão de crédito. O e-commerce tem grande participação nesses números, em 2018 houve uma tentativa de fraude a cada 6,5 segundos em sites de comércio virtual. Uma estratégia anti-fraude adotada por grande parte dos bancos é o bloqueio automático do cartão caso fuja muito do padrão de compras, de forma que: Movimentações realizadas em lugares distantes, Pequenas movimentações consecutivas, Compras atípicas e Transações vultosas podem levar ao bloqueio automático do cartão de crédito por segurança.